# Ellsworth (Kansas)
Ellsworth is een plaats (city) in de Amerikaanse staat Kansas, en valt bestuurlijk gezien onder Ellsworth County.

## Demografie
Bij de volkstelling in 2000 werd het aantal inwoners vastgesteld op 2965.
In 2006 is het aantal inwoners door het United States Census Bureau geschat op 2885, een daling van 80 (-2,7%).

## Geografie
Volgens het United States Census Bureau beslaat de plaats een oppervlakte van
5,4 km², geheel bestaande uit land. Ellsworth ligt op ongeveer 483 m boven zeeniveau.

## Plaatsen in de nabije omgeving
De onderstaande figuur toont nabijgelegen plaatsen in een straal van 28 km rond Ellsworth.